# Antonio Oliva (teologo)
Antonio Oliva (Reggio Calabria, 1624 – Roma, 1689) è stato un teologo e scienziato italiano.

## Biografia
All'età di diciannove anni fu nominato teologo dal Cardinale Francesco Barberini (1597-1679). Negli anni 1647-1648 partecipò alla rivolta antispagnola e per questo venne arrestato e incarcerato nel castello di Reggio Calabria, dove restò fino al 1652.
Dal 1657 circa soggiornò in Toscana e negli anni 1663-1667 tenne la cattedra di medicina teorica nello Studio pisano. Partecipò all'attività dell'Accademia del Cimento, manifestando una spiccata tendenza ad occuparsi di idraulica. A questo proposito progettò un trattato di cui resta solo lo schema (Tavola sinottica sopra l'acqua, conservato manoscritto nella Raccolta galileiana della Biblioteca Nazionale Centrale di Firenze). Al periodo toscano risale anche un commento al Libro Quinto di Euclide (conservato, anch'esso manoscritto, nella Biblioteca Medicea Laurenziana di Firenze).
Lasciata Pisa nel 1667, si recò a Roma. Accusato di far parte dell'Accademia dei Bianchi, un movimento filofrancese eterodosso e libertino capeggiato dal prelato Pietro Gabrielli, venne arrestato e processato dal Tribunale dell'Inquisizione. Durante il processo, mentre veniva condotto per la seconda volta in camera di tortura, si gettò da una finestra del Palazzo del Sant'Uffizio, trovando così la morte tra atroci tormenti.